# Shanghai Jiao Tong-universitetet

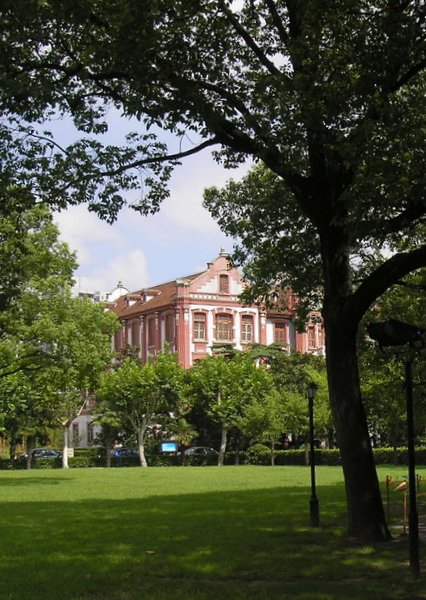
Biblioteket vid Xuhui-campuset.

Shanghai Jiao Tong-universitetet (traditionell kinesiska: 上海交通大學?, förenklad kinesiska: 上海交通大学?, pinyin: Shànghǎi Jiāotōng Dàxué; förkortat Jiao Da, 交大; i äldre transkribering Chiao Tung-universitetet) är ett universitet i Shanghai. Det är ett av Kinas mest ansedda lärosäten, med drygt 40 000 studenter, och har campus i Xujiahui- och Minhang-distrikten.

## Historia
Shanghai Jiao Tong-universitetet grundades 1896 av Sheng Xuanhuai som Nanyangs allmänna läroverk, en statlig skola som lydde under affärs- och telegrafverket. Ett antal administrativa reformer och namnbyten senare slogs skolan 1920 samman med två andra skolor, som så småningom kom att lyda under utbildningsministeriet under namnet Chiao Tung-universiteet (från 1938). Chiao Tung är en äldre transkribering av samma tecken som i dag skrivs Jiao Tong med pinyin. Den gamla namnformen lever vidare i det taiwanesiska Chiao Tung-universitetet, grundat 1958 av lärare och elever från Jiao Da som flytt Shanghai efter kommunisternas maktövertagande.
1952 flyttades delar av universitetet till Xi'an för att där bilda ett nytt universitet: Xi'an Jiao Tong-universitetet. I samband med fick det ursprungliga Jiao Tong-universitetet sitt nuvarande namn, med "Shanghai".
Shanghai Jiao Tong-universitetet placerade sig på 60:e plats 2020 i QS Universitetsvärldsrankning över världens bästa universitet.